# Bratsk
Bratsk (en ruso: Братск) es una ciudad en el óblast de Irkutsk en Rusia. Está ubicada sobre el río Angará, cerca del embalse de Bratsk. En 2005 su población era de 256 600 habs.

## Historia
En 1631 los cosacos fundaron una fortaleza, sobre el río Angará, a la que llamaron Bratski ostrog (Братский острог). El nombre procede de "братские люди" (tr.: bratskie liudi, "pueblo hermano" o, literalmente, "gente hermana"). Así los pioneros rusos llamaban a los buriatos.
Con la construcción de la central hidroeléctrica, el nuevo asentamiento de los trabajadores y, luego, la ciudad recibió el nombre de Bratsk.

## Imágenes y mapas

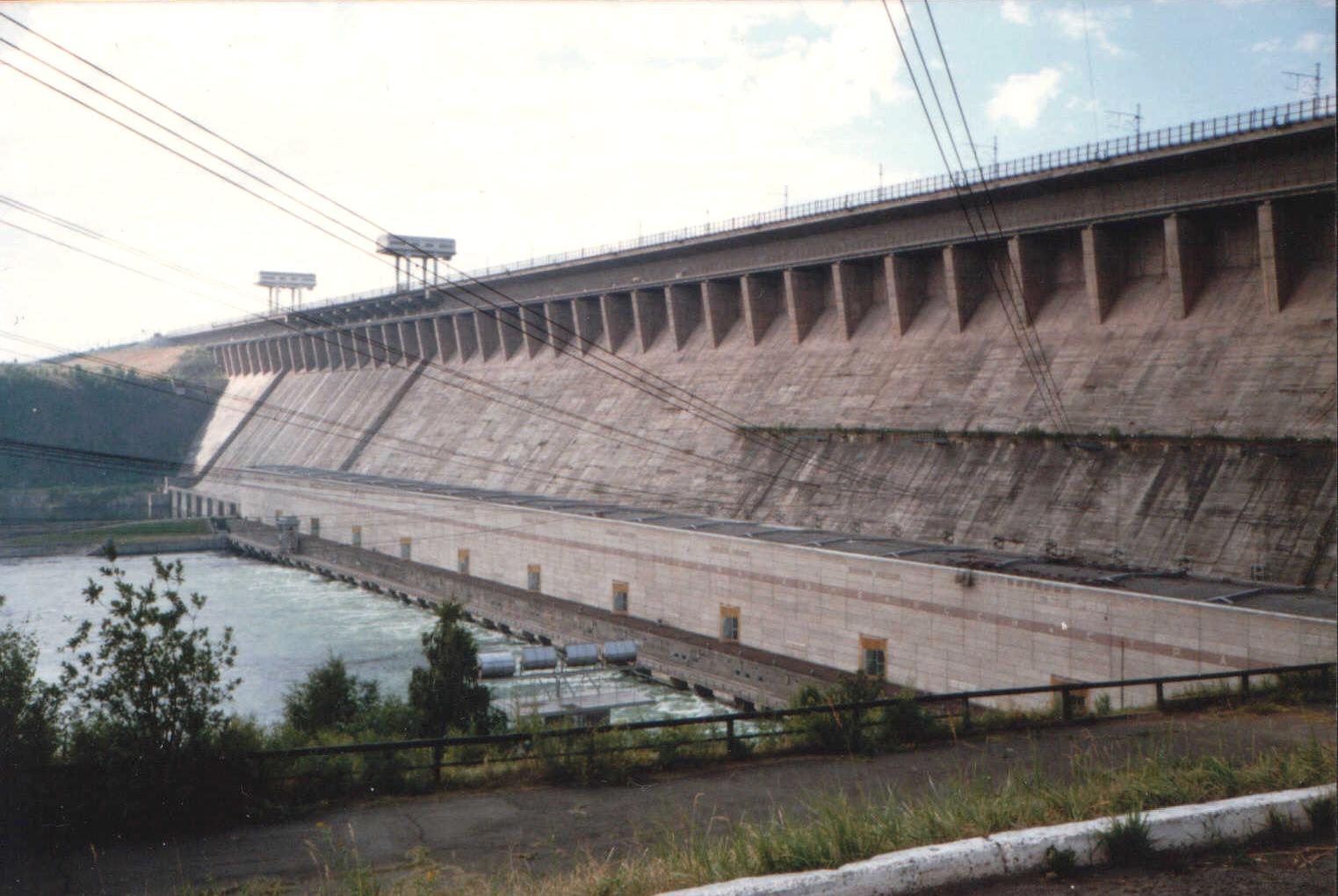
La central hidroeléctrica de Bratsk
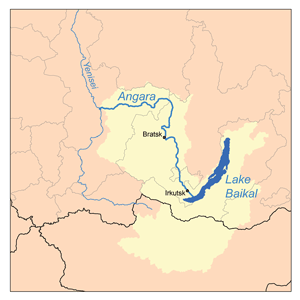
Bratsk en mapa del Angará
Bratsk en mapa del río Yeniséi
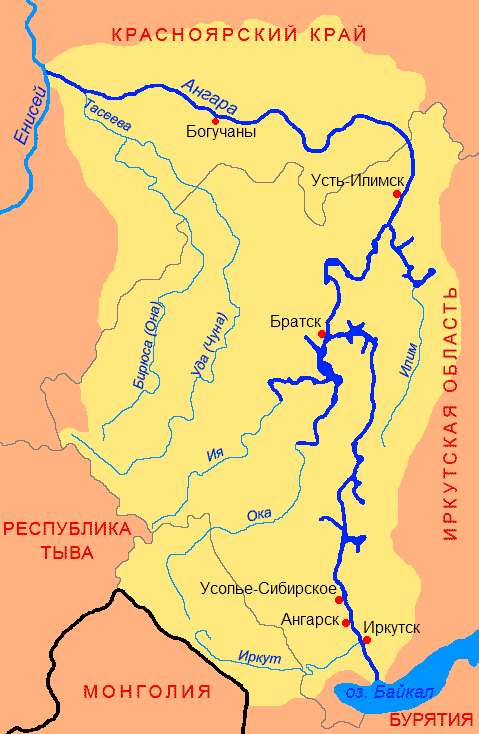
Bratsk (Братск) en mapa en ruso del Angará

## Clima
| Parámetros climáticos promedio de Bratsk (normales 1991–2020, extremos 1901–presente) | Parámetros climáticos promedio de Bratsk (normales 1991–2020, extremos 1901–presente) | Parámetros climáticos promedio de Bratsk (normales 1991–2020, extremos 1901–presente) | Parámetros climáticos promedio de Bratsk (normales 1991–2020, extremos 1901–presente) | Parámetros climáticos promedio de Bratsk (normales 1991–2020, extremos 1901–presente) | Parámetros climáticos promedio de Bratsk (normales 1991–2020, extremos 1901–presente) | Parámetros climáticos promedio de Bratsk (normales 1991–2020, extremos 1901–presente) | Parámetros climáticos promedio de Bratsk (normales 1991–2020, extremos 1901–presente) | Parámetros climáticos promedio de Bratsk (normales 1991–2020, extremos 1901–presente) | Parámetros climáticos promedio de Bratsk (normales 1991–2020, extremos 1901–presente) | Parámetros climáticos promedio de Bratsk (normales 1991–2020, extremos 1901–presente) | Parámetros climáticos promedio de Bratsk (normales 1991–2020, extremos 1901–presente) | Parámetros climáticos promedio de Bratsk (normales 1991–2020, extremos 1901–presente) | Parámetros climáticos promedio de Bratsk (normales 1991–2020, extremos 1901–presente) |
| Mes                                                                                   | Ene.                                                                                  | Feb.                                                                                  | Mar.                                                                                  | Abr.                                                                                  | May.                                                                                  | Jun.                                                                                  | Jul.                                                                                  | Ago.                                                                                  | Sep.                                                                                  | Oct.                                                                                  | Nov.                                                                                  | Dic.                                                                                  | Anual                                                                                 |
| ------------------------------------------------------------------------------------- | ------------------------------------------------------------------------------------- | ------------------------------------------------------------------------------------- | ------------------------------------------------------------------------------------- | ------------------------------------------------------------------------------------- | ------------------------------------------------------------------------------------- | ------------------------------------------------------------------------------------- | ------------------------------------------------------------------------------------- | ------------------------------------------------------------------------------------- | ------------------------------------------------------------------------------------- | ------------------------------------------------------------------------------------- | ------------------------------------------------------------------------------------- | ------------------------------------------------------------------------------------- | ------------------------------------------------------------------------------------- |
| Temp. máx. abs. (°C)                                                                  | 3.8                                                                                   | 7.4                                                                                   | 14.9                                                                                  | 23.4                                                                                  | 34.2                                                                                  | 36.1                                                                                  | 35.2                                                                                  | 32.5                                                                                  | 27.5                                                                                  | 23.9                                                                                  | 11.6                                                                                  | 6.6                                                                                   | 36.1                                                                                  |
| Temp. máx. media (°C)                                                                 | -15.4                                                                                 | -10.8                                                                                 | -1.8                                                                                  | 6.4                                                                                   | 14.3                                                                                  | 21.4                                                                                  | 24.3                                                                                  | 21.4                                                                                  | 13.4                                                                                  | 4.8                                                                                   | -5.6                                                                                  | -13.3                                                                                 | 4.9                                                                                   |
| Temp. media (°C)                                                                      | -19.4                                                                                 | -16.0                                                                                 | -7.8                                                                                  | 0.9                                                                                   | 7.8                                                                                   | 15.2                                                                                  | 18.7                                                                                  | 16.0                                                                                  | 8.5                                                                                   | 1.0                                                                                   | -9.1                                                                                  | -17.0                                                                                 | -0.1                                                                                  |
| Temp. mín. media (°C)                                                                 | -23.0                                                                                 | -20.7                                                                                 | -13.2                                                                                 | -3.8                                                                                  | 2.6                                                                                   | 10.0                                                                                  | 13.7                                                                                  | 11.3                                                                                  | 4.7                                                                                   | -2.1                                                                                  | -12.3                                                                                 | -20.3                                                                                 | -4.4                                                                                  |
| Temp. mín. abs. (°C)                                                                  | -57.6                                                                                 | -49.8                                                                                 | -44.1                                                                                 | -35.0                                                                                 | -14.1                                                                                 | -5.4                                                                                  | -1.4                                                                                  | -2.8                                                                                  | -8.1                                                                                  | -33.4                                                                                 | -46.6                                                                                 | -51.2                                                                                 | -57.6                                                                                 |
| Precipitación total (mm)                                                              | 16                                                                                    | 13                                                                                    | 12                                                                                    | 16                                                                                    | 34                                                                                    | 51                                                                                    | 61                                                                                    | 62                                                                                    | 39                                                                                    | 24                                                                                    | 26                                                                                    | 22                                                                                    | 376                                                                                   |
| Días de precipitaciones (≥ 1.0 mm)                                                    | 4.6                                                                                   | 3.4                                                                                   | 3.2                                                                                   | 5.1                                                                                   | 7.8                                                                                   | 7.5                                                                                   | 9.5                                                                                   | 9.3                                                                                   | 7.3                                                                                   | 6.3                                                                                   | 7.2                                                                                   | 7.5                                                                                   | 77.7                                                                                  |
| Horas de sol                                                                          | 68                                                                                    | 115                                                                                   | 182                                                                                   | 217                                                                                   | 249                                                                                   | 281                                                                                   | 268                                                                                   | 227                                                                                   | 165                                                                                   | 107                                                                                   | 56                                                                                    | 43                                                                                    | 1978                                                                                  |
| Fuente n.º 1: Pogoda.ru.net                                                           |                                                                                       |                                                                                       |                                                                                       |                                                                                       |                                                                                       |                                                                                       |                                                                                       |                                                                                       |                                                                                       |                                                                                       |                                                                                       |                                                                                       |                                                                                       |
| Fuente n.º 2: NOAA (horas de sol y días con precipitaciones 1961–1990)                |                                                                                       |                                                                                       |                                                                                       |                                                                                       |                                                                                       |                                                                                       |                                                                                       |                                                                                       |                                                                                       |                                                                                       |                                                                                       |                                                                                       |                                                                                       |

## Ecología
La posición, mal planeada, del barrio central, en relación con las fábricas (quizás por el cambio en los vientos después de la construcción de la presa sobre el río), crea una situación ecológica deficiente en la ciudad.